# 瓦斯科 (伊利諾伊州)
瓦斯科（英語：Wasco）是位於美國伊利諾伊州凱恩縣的一個非建制地區。該地的面積和人口皆未知。

## 地理
瓦斯科的座標為41°56′17″N 88°24′16″W / 41.93806°N 88.40444°W，而該地的平均海拔高度為250米（即820英尺）。